# 广州的士

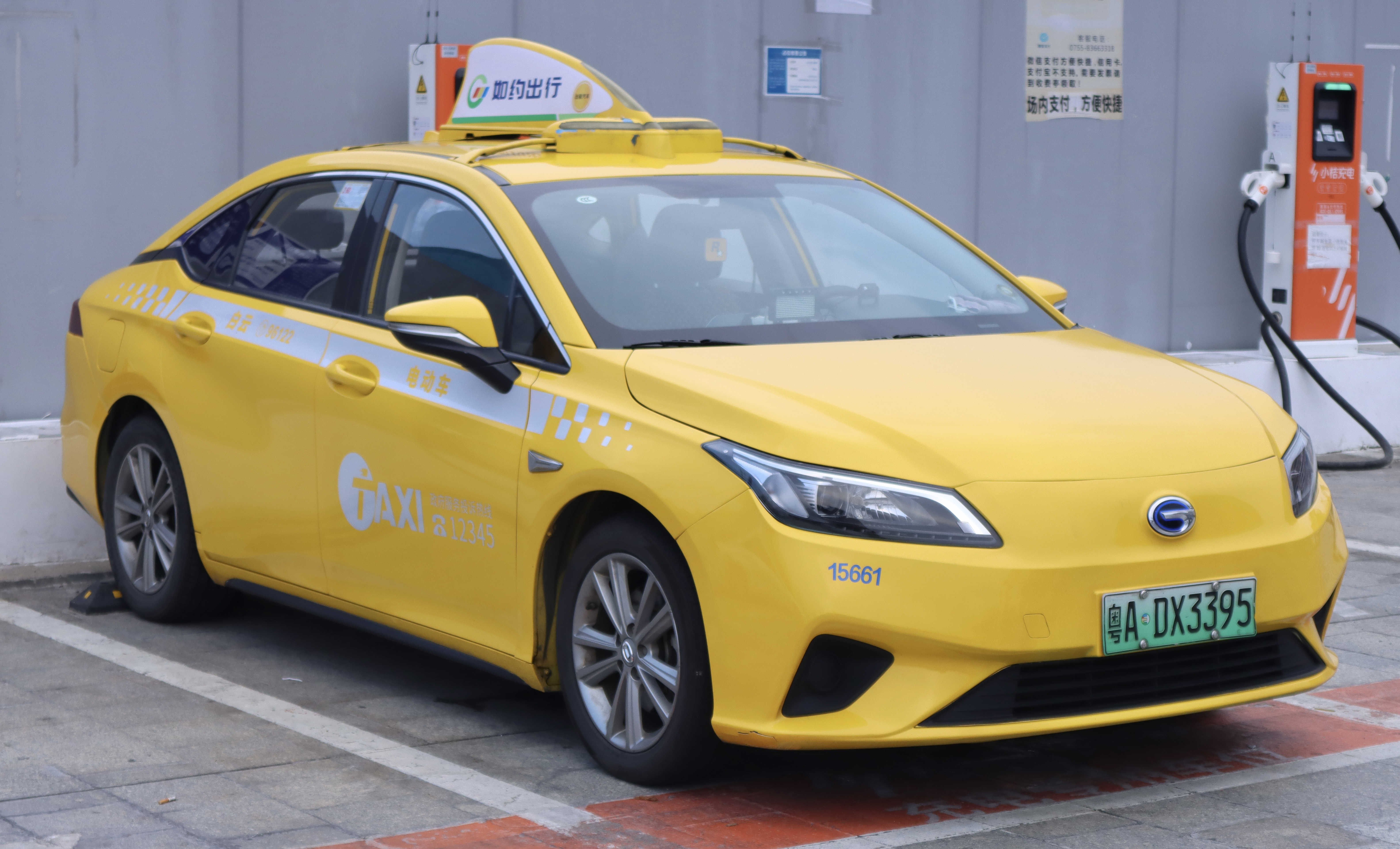
隶属如约出行集团的广汽埃安的士

广州的士是指在中国广东省广州市服务的的士，是广州主要公共交通工具之一，当地人俗称“的士”（来自英语"Taxi"的音译），乘坐的士俗称为“打的”。

## 历史

### 民國時期
1915年（民國4年）馬來亞華僑集資從香港購進幾輛殘舊小汽車，經修理後來廣州經營計程車業。此為廣州最初的的士服務。至1933年，全市擁有631部的士，均由英美日等國入口。
中華民國時期，的士服務廣大市民，各種的士公司、車行遍布廣州市區，在民國三十六年（1947年），提供的士租賃的公司至少有15間：
- 大中行（Tai Chung Hong）長堤大馬路66號
- 大陸公司（Tai Luk Taxi Co.）長堤大馬路234號
- 大觀公司（Tai Koon Taxi Co.）大南路5號
- 中華公司（China Taxi Co.）長堤大馬路71號
- 合益行（Hop Yick Taxi Co.）西堤大馬路
- 西關公司（Sai Kwan Taxi Co.）西關恩寧路16號
- 行利行（Hang Lee Garage）惠愛西路258－262號
- 恩寧公司（Yan Ning Taxi Co.）西關恩寧路25號
- 國際公司（International Taxi Co.）新堤二馬路13號
- 統一公司（United Taxi Co.）六二三路2號
- 新亞行（Sun Ah Hong Taxi For Hire）長堤大馬路75號
- 福利汽車公司（Fook Lee Motor Cars For Hire）長堤大馬路149號
- 潘飛龍的士公司（Poon Fei Loong Taxi Co.）長堤海珠路口
- 聯通行（Lun Tung Hong Taxi For Hire）長堤大馬路73號
- 蘇記公司（So Kee Taxi Co.）長堤大馬路85號

### 1949年後
1949年中共建政後，全部的士公司被取締，的士變成专门负责接待到穗的外国元首、政府首脑与高级官员、参加交易会的外商、海外华侨、港澳同胞等等的交通工具，被称为广州市的“国宾车队”，需要外汇券才能乘坐，一般普通市民禁止乘搭。
到1956年時， 廣州市只有廣東省人民政府交際處的迎賓館和廣州市服務局屬下廣州市小汽車公司分別擁有的士數十輛，多是國民政府遺留車，小部分是蘇聯進口車。
1960至70年代，出租汽车的经营方式发展为定点候客，乘客到站找车，司机接单载客。而司机完成一趟接待任务后，必须空车赶回服务点等候下一次的出车指示，不得中途载客。
1970年代中后期，随着改革開放後市民生活水平的逐步改善，民眾对的士的需求也日益增长。
1978年春天，广州市汽车公司从香港市民“截的”中得到启发，决定结束多年来“路上空驶的士不载人”的经营模式，同年4月春交会期间用中英文印制的近万张《告来宾信》送到了国内外乘客的手中：“在没有汽车服务点的地方需要用车时，如遇空车可招手示意叫车。”这是中国大陆出租汽车行业共和国以来的第一次改革，打破了共和国传统的封闭型服务方式和经营老格局，随后“扬手即停”服务迅速在全中国铺开。
1979年9月，广州第一家穗港合营的出租车公司——广州市白云小汽车出租公司成立，并于11月下旬开始营业。
2012年，广州交委为解决打车难的问题推出高峰的士，除了广骏、白云、广交、穗盟、天湖统一之外，也有其它公司加盟高峰的士，其中广达公司为主要经营高峰的士的参与者。

#### 广交会
广州交易会刚开幕初期的几年，与会客商甚少，60辆车能勉强应付，如遇到车辆紧张就到各单位去借调。那时，加上各级领导专车，整个广州市的轿车也不过100辆。
到了20世纪70年代，参加交易会的外宾日渐增多，即便司机从早上七八点一直工作至晚上十一二点，仍满足不了宾客们的需求。
1957年第一届交易会大会组织从省属单位抽调大客车4辆、小轿车1辆，供国内与会人员上下班使用；交易会开幕、闭幕酒会和文艺晚会用车再租用部分公共汽车。以后随着交易会规模扩大，需要借调的车辆不断增加，但社会上可供为交易会服务的车辆有限。1965年秋交会从省市机关团体和驻穗部队借调大小汽车150辆，但仍不够使用，只好再从佛山地区调来小轿车7辆。为了缓解用车紧张，经国家批准，交易会陆续购置了国产车和进口了大小车辆。但由于车辆增加而司机不够，70年代中期，每届交易会仍从佛山、惠阳、肇庆等地区抽调数十名司机来支援。
1973年，周恩来总理特批“广汽”获增购200辆日本丰田皇冠等车辆，并从部队中抽调一批曾参加过朝鲜战争的军人加入司机队伍。此后，“广汽”又分批多次引进车辆，于上世纪70年代末达到了600辆左右，基本解决了交易会的“坐车难”的问题。
1980年起，交易会用车由过去的无偿服务改变为按章收费。

## 計程錶
20世纪80年代以前，广州出租汽车还没有安装計程錶，每一趟接待任务结束后，司机会根据計程錶来计算出车辆行走公里数，然后进行收费。那时，不论车辆是何种型号，一律每公里收费人民币五六角不等。价格会根据市场变化有升有降，并不固定。
1979年后，改革开放，车量剧增了近10倍。到1985年，广州出租汽车企业逾百家、车辆近7000架，打破了出租汽车业以往只有“广汽”一家的格局。但行业迅猛发展也产生了很多问题，经营管理有漏洞，司机服务不规范，向乘客漫天要价的现象屡禁不止。针对这种情况，“广汽”在1979年率先在全国引进了出租汽车计价器，规定司机必须按表收费。
随着計程錶的使用，“广汽”把当时的出租汽车分为了甲、乙两等，甲等车为3公里打表，起步价为1.35元，每公里价格为0.45元；乙等车同为3公里打表，起步价为1.5元，每公里价格为0.35元。1997年7月起，以2公里为起步价，每公里收费2.2至2.6元。2002年底起，以2.3公里为起步价，目前基本上每公里收费2.60元。

## 營運
民國時期的士為私人經營，多停泊在廣九站、大東門、財廳前、普濟橋、西濠口等地候客，自由議價。另一類計程車，設固定鋪位營業，內裝電話候召，收費較高，每小時4-5元（白銀）。民國24年（1935），計程車改為單程收費，每英里收費五毫（白銀）。
人民共和国时期，1992年前，广州市出租汽车司机是企业的固定工。1992年后，全面趋向采用租赁（全承包）或融资租赁（供车）的经营模式，企业与司机之间以出租人和承租人的主体资格建立经济合同关系，1997年7月15日，出租汽车的使用年限从原规定的14年缩短为8年。2006年缩短为50万公里。
现时广州的大部分的士是由的士公司拥有，且主要为国有公司，接受广州市交通委员会统一指挥。司机需要向公司缴交一定数额的承包费用。司机有时还要在双方合约之外再向公司管理层支付大额的黑金（俗称茶水费），否则可能无法正常使用车辆，负担不小。

## 车型
- 20世纪五六十年代：华沙、伏尔加
- 1972年（第一次转型）：丰田皇冠

丰田Corolla红色的士

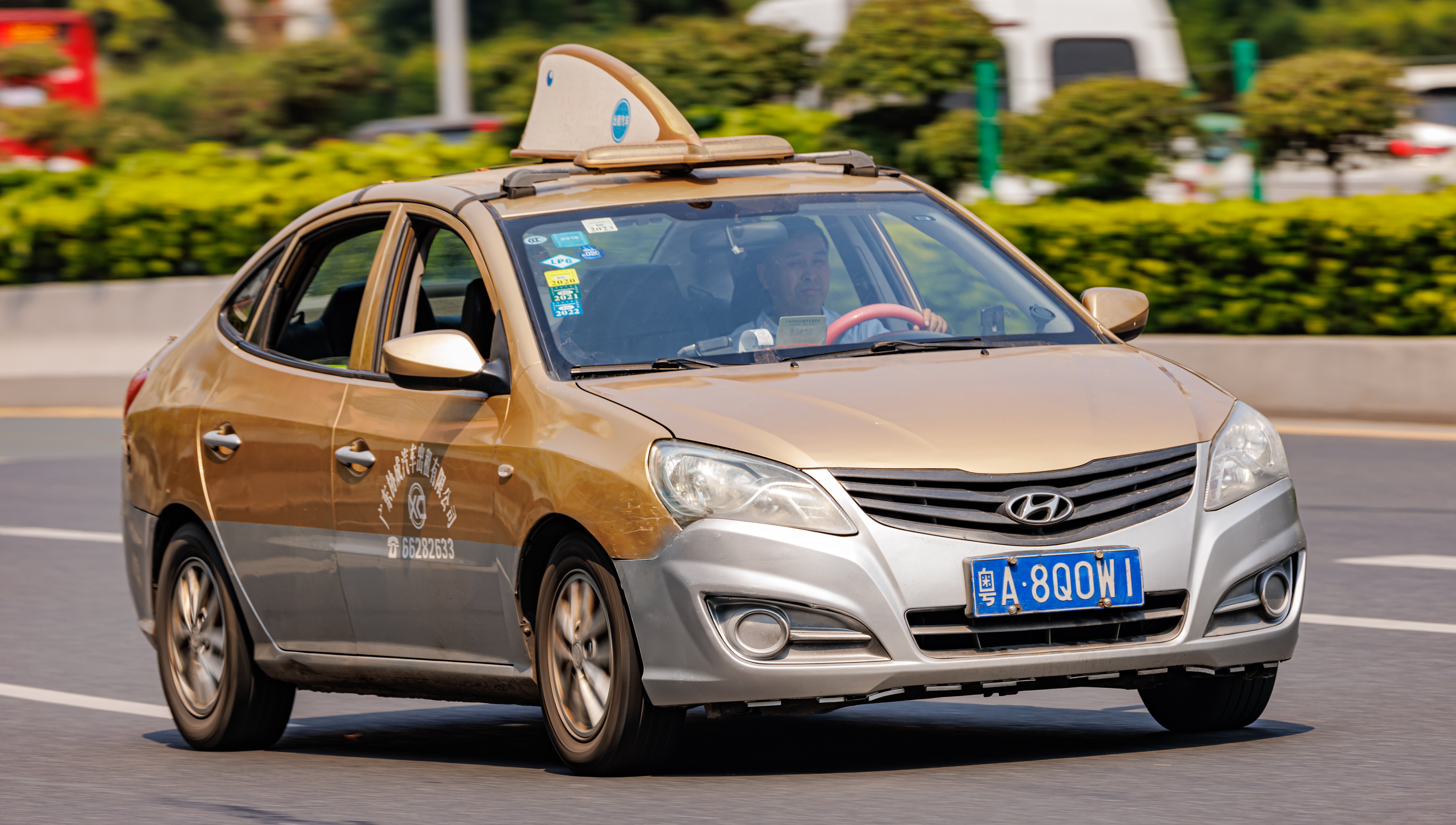
现代伊兰特悦动棕色的士

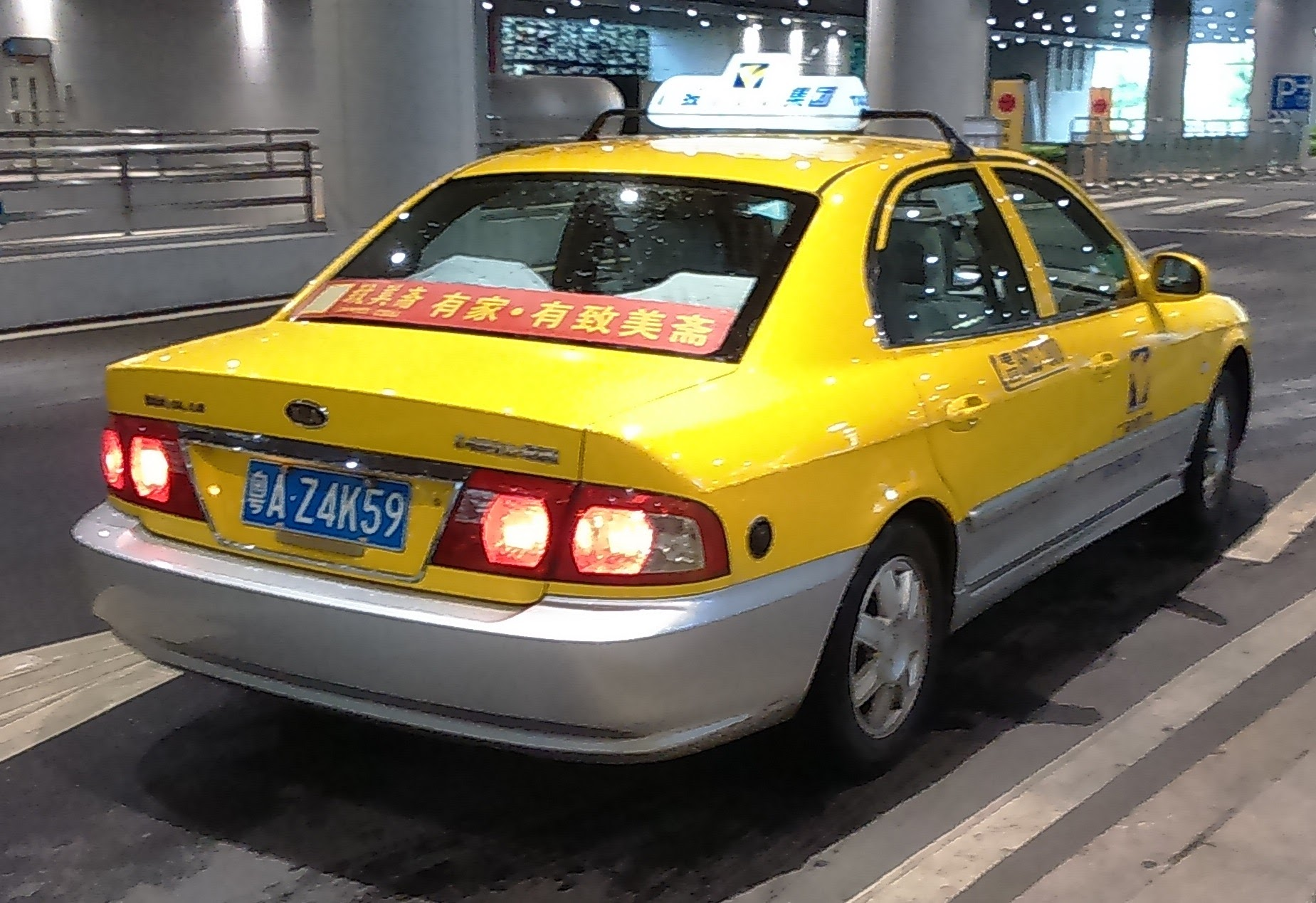
起亚Optima黄色的士

- 1979年（第二次转型）：丰田、本田、日产、五十铃、铃木等
- 1980年代中后期：天津夏利、上海大众桑塔纳、广州标致505、丰田皇冠、日产公爵、标致405、FSO波罗乃兹、沃尔沃240、长安奥拓、丰田花冠、丰田佳美、拉达2700
- 1996年至2008年：一汽大众捷达、上海大众桑塔纳2000时代超人、上海大众桑塔纳3000超越者、北京现代索纳塔、中国一汽红旗明仕，从2002年开始，的士采用液化石油气和普通汽油双动力，发动机既可以用普通汽油又可以用液化石油气（只能二选一）
- 2008年至2018年：上海大众桑塔纳Vista畅达、北京现代名驭、东风悦达起亚远舰、上海英伦TX4、广汽丰田雷凌等。另外部分公司会选购其它车型：例如长安汽车CX30、比亚迪F6、中华骏捷、广汽传祺GA5等等，除丰田雷凌为油电混合动力外，其他车型统一使用液化石油气动力，排量统一为1800cc。
- 2019年至今：开始引进纯电动新能源汽车，包括广汽传祺GE3、比亚迪e5、北汽新能源EU系列、上汽荣威Ei5、吉利帝豪EV、东风日产轩逸EV、东风日产启辰D60、广汽埃安S等[6]，其中广汽传祺GE3是广州出租车首个SUV车型[7]。广州已基本实现的士电动化。

### 无障碍出租车

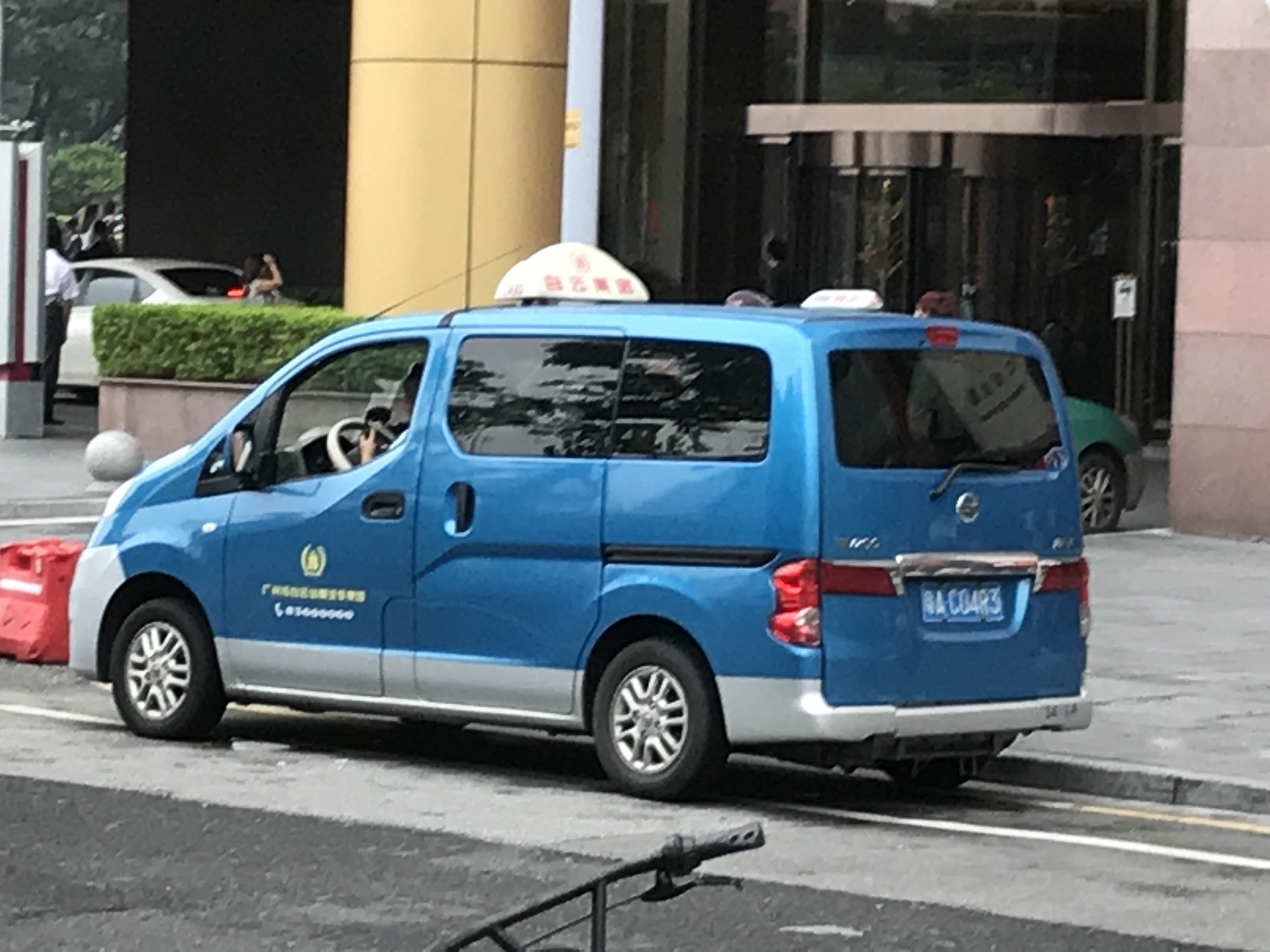
白云集团的日产NV200无障碍出租车

2010年亚运会期间，因应广州市残联的要求，广州市由政府出资在出租车行业添置了100辆英伦TX4无障碍出租车，并由广州白云出租汽车集团有限公司和广州交通集团出租汽车有限公司两家出租车公司共同经营。亚残运会期间，无障碍出租车发挥了重要保障作用。亚残运会结束后，为最大程度地满足残疾人等特殊群体乘坐出租车的出行需求，无障碍出租车采用以电召服务为主的营运方式，运价标准与普通出租车相同。
自2016年以来，白云集团、交通集团两家出租车企业选用并采购100辆日产NV200车型，将替代原有的英伦TX4无障碍出租车，继续保障特殊群体用车需求。继今天投产20辆新型无障碍出租车后，6月份将再投产20辆，7月前可全面完成100辆无障碍车的更换工作。白云集团、交通集团还将进一步优化电召流程，更好地服务特殊群体用车需求。

## 外观

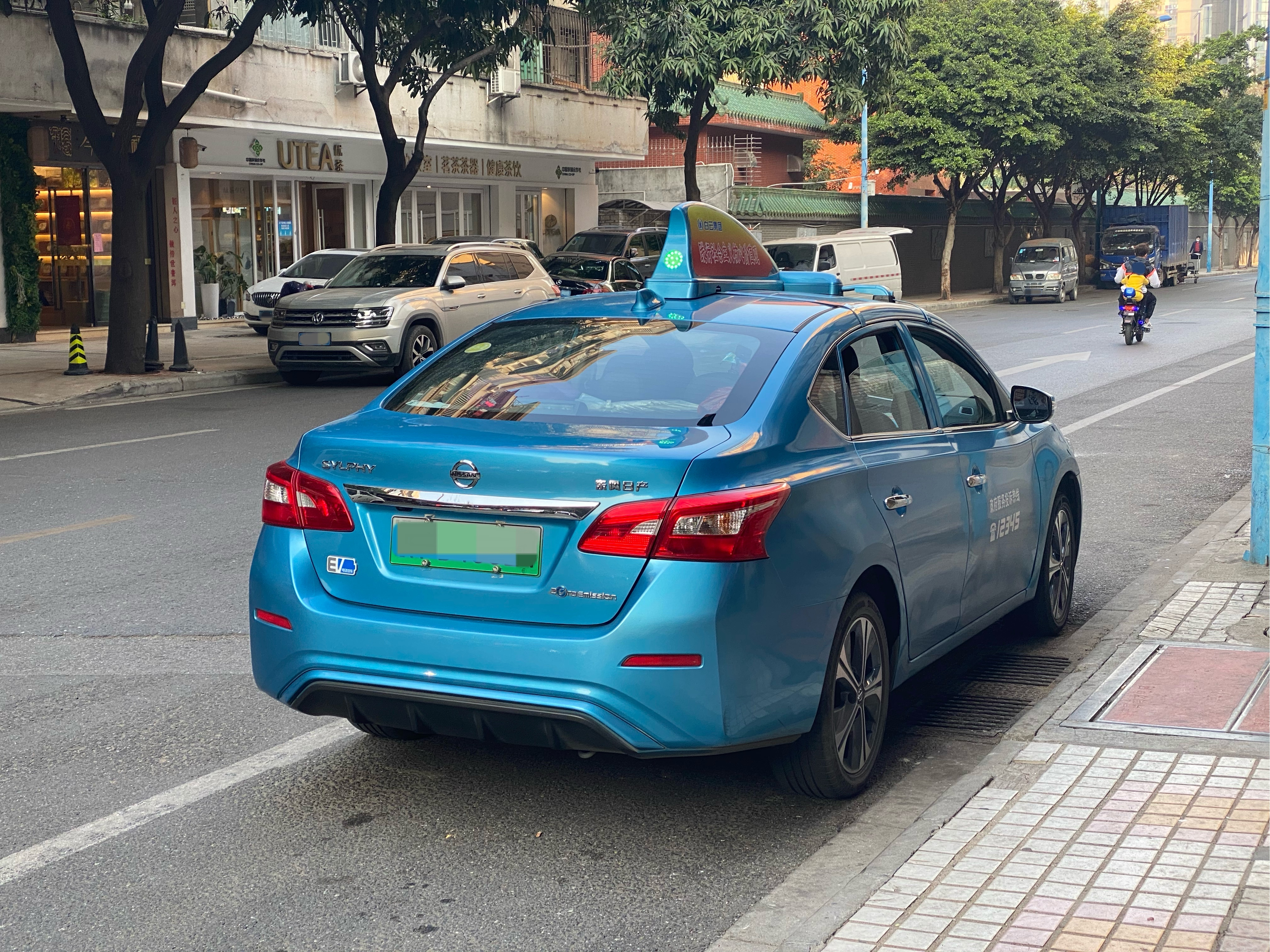
日产轩逸蓝色纯电的士

1996年以前，广州的士是五顏六色的，如中國大酒店的的士是黃色的，花園酒店的的士是綠色的，白天鵝賓館的的士是白色的，紅色的士最多，因為廣州人認為紅色代表吉利，在私家车未普及的年代，市民婚嫁用車非紅色的士莫屬。
1996年，政府當局表示要向香港的士業統一標識的做法學習，要求全廣州的的士必須實行“四統一”，即統一車身、座椅、著裝顏色，統一語音表聲音，以方便乘客辨認計程車，且有利於政府管理，保障計程車經營權權益。当年广州的士統一紅色車身、銀色車頂。而給的士換色的錢，也是政府出大頭，從城市建設附加費中支出，企業和個人出小頭。
2003年8月，当局又發文要求各公司恢復本來面目。這次政府部門要學習的是上海的做法——不統一標識，理由為：一是讓廣州計程車成為一道流動風景線；二是打造企業品牌，讓市民有選擇權和監督權；三是紅色車容易引起煩躁情緒和視覺疲勞。擁有一千部的士以上的一级企业可以自选颜色。
在此阶段，广州市区的士车身最多出现七种颜色，不同的车身颜色表示不同的的士公司或性质：
- ■ 酒红色：广州公交集团广交出租汽车有限公司；
- ■ 奔驰蓝：广州市白云出租汽车集团有限公司；
- ■ 明黄色：广州市广骏旅游汽车企业集团有限公司；
- ■ 苹果绿：原为天湖统一公司专属，广州市天湖旅游出租汽车有限公司和广州市广发出租汽车有限公司亦有使用；
- ■ 香槟色：原为穗盟公司专属，广州明通汽车出租服务有限公司、广州市广达出租汽车有限公司、广州联星汽车出租有限公司、广州市慧冠出租车客运有限公司亦有使用；
- ■ 翠绿色：除以上的士公司外的其他公司；
- ■ 闪电橙色：高峰的士，所有公司车辆采用统一涂装，仅以顶灯和公司名区分。

2020年12月，当局发布新通知，规定自2021年2月起，更新、新增且运营区域为广州市全市范围的出租车，其车身颜色为闪电橙色；运营出租车车辆数达1,500辆及以上的企业仍可申请自选颜色。2023年，管理白云、广交、广骏三大出租车公司的广州如约出行集团陆续将旗下的士颜色更新为原广骏的黄色。至此，除少部分存量旧的士外，广州的士车身仅剩橙、黄两种颜色。
与香港的士有所不同，广州的士不会在车身（车门）绘制广告或放置模型广告，车身上只会有营运公司的标识。

## 收费

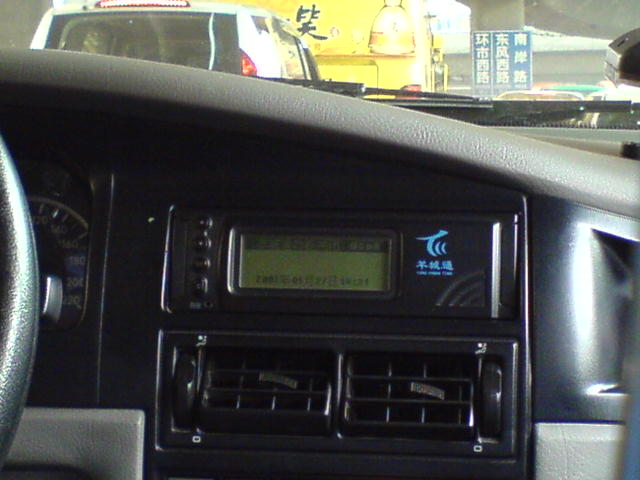
广州的士上的第一代羊城通操作器

目前市内各间的士公司使用统一的收费标准。2018年5月15日开始启用的新运价标准为：
- 起步价：首3公里12元；
- 续租价：超过3公里部分，每公里2.6元；
- 候时费：巡游车营运时速低于10公里，每小时44元；
- 返空费实行阶梯附加，15至25公里按照续租价加收20％，25公里以上按续租价加收50％；
- 增设夜间服务费（23:00-次日5:00），按续租价加收30％；
- 通过付费路段时，由乘客支付。

乘客除现金外，还可以使用羊城通和银联卡缴付车资，但司机普遍都不希望乘客使用羊城通和银行卡缴费，因司机若要将机内已扣除的金额“提现”，手续较为烦琐。
2024年10月，广州出租车运价机制宣告调整，并于同年11月30日开始实施：
- 出租车运价管理方式由政府定价调整为政府指导价。
- 采取“基准运价±浮动幅度”模式收费。当中基准运价、返空费、夜间服务费、春节附加费不参与浮动，起步价、续租价、候时费参与浮动。出租车企业可自主选择运价浮动时段和幅度，高峰期运价可选择不上浮、上浮10%、上浮20%、上浮30%，平峰期运价可选择不下浮、下浮10%、下浮20%、下浮30%四档浮动幅度。
- 春节期间加收10元附加费。
- 取消运价与燃料（LPG）价格联动机制，建立与人工费用、动力费用、居民消费价格指数等因素相挂钩的运价动态调整机制。
- 起步价、续租价、候时费、返空费、夜间服务费保持不变。

## 外围区的士
花都、番禺、萝岗、南沙、從化、增城這些區域有各自独立于市区以外的的士公司，郊区的士理论上只能在当區招攬生意及營運，而市區大型的士公司（如白雲集團）在市郊區域營運的車隊，會在車身外寫上「XX專營」（如「蘿崗專營」）的字樣。不过市区时常都会见到可能因长途接载而来的非主要市区的士。

### 车型
花都区曾是全广州唯一拥有电动的士的地区，使用的车型为日产聆风和启辰E30晨风。

### 外观
- 番禺
  - 哥德客运：前身为石运公司，当时配色跟市区绿色的士一样。被收购重组之后，则被复古市区90年代的士颜色，灰车顶、红车身、黑色保险杠，由于采购车型的倒后镜和保险杠均为金属，特意漆成黑色。

- 花都
  - 大洋公司：颜色主体跟市区广骏一样为黄色，裙边侧为深红色。
  - 启程公司：一家由多家公司合资，以纯电动的士为主的公司，主体颜色为白色，配浅绿色裙边。
- 增城
  - 荔通公司：母公司为广州交通集团，配色基本跟随广交的士。
- 从化
  - 凯旋宫的士：颜色几乎广骏的士一样，唯一的区别就是黄色与银色之间有一条绿色条纹。
  - 金晖公司：主体色为浅青色，裙边为银色。

## 趣闻
- 据媒体报道，2017年7月某日晚，中共广州市委书记任学锋在天河区海心沙打的时被拒载，并随后引发了广州市交通委员会对事件的追查。为此广州市各出租车公司通过调度信息告诫司机师傅不要议价、拒载。[16]